# English Football League Trophy
L'English Football League Trophy, noto anche come Vertu Trophy per motivi di sponsorizzazione, è una competizione calcistica inglese a cui prendono parte le squadre della Football League One, della Football League Two e, a partire dal 2016, alcune formazioni Under-21 delle compagini militanti in Premier League e Football League Championship.
Lanciata nella stagione calcistica 1981-82 come Football League Group Cup in sostituzione della Coppa anglo-scozzese, che era stata interrotta dopo il ritiro dei club della Scottish League. Si è ricostituita come Associate Members' Cup (in italiano Coppa dei membri associati) durante la stagione 1983-84 poiché esisteva una divisione tra club membri a pieno titolo della English Football League, esclusi da questo trofeo, e club ad essa associati. La competizione è stata ribattezzata Football League Trophy nel 1992 dopo una riorganizzazione in seguito alla formazione della Premier League e di nuovo come l'attuale English Football League Trophy (EFL Trophy) nel 2016 a causa del cambio di nome della Football League in English Football League.

## Formula
La formula attuale prevede sedici gironi da quattro squadre ciascuno, al termine dei quali vi sono cinque turni ad eliminazione diretta.

## Denominazioni
- 1981-1982: Football League Group Cup
- 1982-1983: Football League Trophy
- 1983-1984: Associate Members' Cup
- 1984-1987: Freight Rover Trophy
- 1987-1989: Sherpa Van Trophy
- 1989-1991: Leyland DAF Cup
- 1991-1994: Autoglass Trophy
- 1994-2000: Auto Windscreens Shield Trophy
- 2000-2005: LDV Vans Trophy
- 2005-2006: Football League Trophy
- 2006-2016: Johnstone's Paint Trophy
- 2016-2019: Checkatrade Trophy
- 2019-2020: Leasing.com Trophy
- 2020-2023: Papa John's Trophy
- 2023-2024: Bristol Street Motors Trophy
- 2024-oggi: Vertu Trophy

## Albo d'oro
- 1981-1982:  Grimsby Town (1º)
- 1982-1983:  Millwall (1º)
- 1983-1984:  Bournemouth (1º)
- 1984-1985:  Wigan (1º)
- 1985-1986:  Bristol City (1º)
- 1986-1987:  Mansfield Town (1º)
- 1987-1988:  Wolverhampton (1º)
- 1988-1989:  Bolton (1º)
- 1989-1990:  Tranmere (1º)
- 1990-1991:  Birmingham City (1º)
- 1991-1992:  Stoke City (1º)
- 1992-1993:  Port Vale (1º)
- 1993-1994:  Swansea City (1º)
- 1994-1995:  Birmingham City (2º)
- 1995-1996:  Rotherham Utd (1º)
- 1996-1997:  Carlisle Utd (1º)
- 1997-1998:  Grimsby Town (2º)
- 1998-1999:  Wigan (2º)
- 1999-2000:  Stoke City (2º)
- 2000-2001:  Port Vale (2º)
- 2001-2002:  Blackpool (1º)
- 2002-2003:  Bristol City (2º)
- 2003-2004:  Blackpool (2º)
- 2004-2005:  Wrexham (1º)
- 2005-2006:  Swansea City (2º)
- 2006-2007:  Doncaster (1º)
- 2007-2008:  MK Dons (1º)
- 2008-2009:  Luton Town (1º)
- 2009-2010:  Southampton (1º)
- 2010-2011:  Carlisle Utd (2º)
- 2011-2012:  Chesterfield (1º)
- 2012-2013:  Crewe Alexandra (1º)
- 2013-2014:  Peterborough Utd (1º)
- 2014-2015:  Bristol City (3º)
- 2015-2016:  Barnsley (1º)
- 2016-2017:  Coventry City (1º)
- 2017-2018:  Lincoln City (1º)
- 2018-2019:  Portsmouth (1º)
- 2019-2020:  Salford City (1º)
- 2020-2021:  Sunderland[1] (1º)
- 2021-2022:  Rotherham Utd (2º)
- 2022-2023:  Bolton (2º)
- 2023-2024:  Peterborough Utd (2º)
- 2024-2025:  Peterborough Utd (3º)

## Vittorie per squadra
| Squadra           | Vittorie | Secondi posti | Finali | Stagioni vittorie | Stagioni secondi posti |
| ----------------- | -------- | ------------- | ------ | ----------------- | ---------------------- |
| Bristol City      | 3        | 2             | 5      | 1986, 2003, 2015  | 1987, 2000             |
| Peterborough Utd  | 3        | 0             | 3      | 2014, 2024, 2025  | —                      |
| Carlisle Utd      | 2        | 4             | 6      | 1997, 2011        | 1995, 2003, 2006, 2010 |
| Grimsby Town      | 2        | 1             | 3      | 1982, 1998        | 2008                   |
| Bolton            | 2        | 1             | 3      | 1989, 2023        | 1986                   |
| Birmingham City   | 2        | 1             | 2      | 1991, 1995        | 2025                   |
| Blackpool         | 2        | 0             | 2      | 2002, 2004        | —                      |
| Port Vale         | 2        | 0             | 2      | 1993, 2001        | —                      |
| Rotherham Utd     | 2        | 0             | 2      | 1996, 2022        | —                      |
| Stoke City        | 2        | 0             | 2      | 1992, 2000        | —                      |
| Swansea City      | 2        | 0             | 2      | 1994, 2006        | —                      |
| Wigan             | 2        | 0             | 2      | 1985, 1999        | —                      |
| Tranmere          | 1        | 2             | 3      | 1990              | 1991, 2021             |
| Bournemouth       | 1        | 1             | 2      | 1984              | 1998                   |
| Chesterfield      | 1        | 1             | 2      | 2012              | 2014                   |
| Lincoln City      | 1        | 1             | 2      | 2018              | 1983                   |
| Millwall          | 1        | 1             | 2      | 1983              | 1999                   |
| Portsmouth        | 1        | 1             | 2      | 2019              | 2020                   |
| Sunderland        | 1        | 1             | 2      | 2021              | 2019                   |
| Barnsley          | 1        | 0             | 1      | 2016              | —                      |
| Coventry City     | 1        | 0             | 1      | 2017              | —                      |
| Crewe Alexandra   | 1        | 0             | 1      | 2013              | —                      |
| Doncaster         | 1        | 0             | 1      | 2007              | —                      |
| Luton Town        | 1        | 0             | 1      | 2009              | —                      |
| Mansfield Town    | 1        | 0             | 1      | 1987              | —                      |
| MK Dons           | 1        | 0             | 1      | 2008              | —                      |
| Salford City      | 1        | 0             | 1      | 2020              | —                      |
| Southampton       | 1        | 0             | 1      | 2010              | —                      |
| Wolverhampton     | 1        | 0             | 1      | 1988              | —                      |
| Wrexham           | 1        | 0             | 1      | 2005              | —                      |
| Brentford         | 0        | 3             | 3      | —                 | 1985, 2001, 2011       |
| Southend Utd      | 0        | 3             | 3      | —                 | 2004, 2005, 2013       |
| Bristol Rovers    | 0        | 2             | 2      | —                 | 1990, 2007             |
| Oxford Utd        | 0        | 2             | 2      | —                 | 2016, 2017             |
| Shrewsbury Town   | 0        | 2             | 2      | —                 | 1996, 2018             |
| Stockport County  | 0        | 2             | 2      | —                 | 1992, 1993             |
| Burnley           | 0        | 1             | 1      | —                 | 1988                   |
| Cambridge Utd     | 0        | 1             | 1      | —                 | 2002                   |
| Colchester Utd    | 0        | 1             | 1      | —                 | 1997                   |
| Huddersfield Town | 0        | 1             | 1      | —                 | 1994                   |
| Hull City         | 0        | 1             | 1      | —                 | 1984                   |
| Scunthorpe Utd    | 0        | 1             | 1      | —                 | 2009                   |
| Sutton Utd        | 0        | 1             | 1      | —                 | 2022                   |
| Plymouth          | 0        | 1             | 1      | —                 | 2023                   |
| Torquay Utd       | 0        | 1             | 1      | —                 | 1989                   |
| Wimbledon FC      | 0        | 1             | 1      | —                 | 1982                   |
| Walsall           | 0        | 1             | 1      | —                 | 2015                   |
| Wycombe           | 0        | 1             | 1      | —                 | 2024                   |